# WISE 0723+3403
WISE 0723+3403 (= WISE J072312.44+340313.5) is een bruine dwerg met een spectraalklasse van T9. De ster is ontdekt door Wide-field Infrared Survey Explorer en bevindt zich 57,9 lichtjaar van de zon.